# Holst (ätt)
Holst är en svensk adelsätt.

## Historik
Landshövdingen Mauritz Holst introducerades 22 februari 1638 som nummer 163.

## Kända medlemmar
- Mauritz Holst (1603–1655), landshövding.[1]
- Mauritz Ludvig Holst (1636–1700), häradshövding.[1]